# Ratha yatra

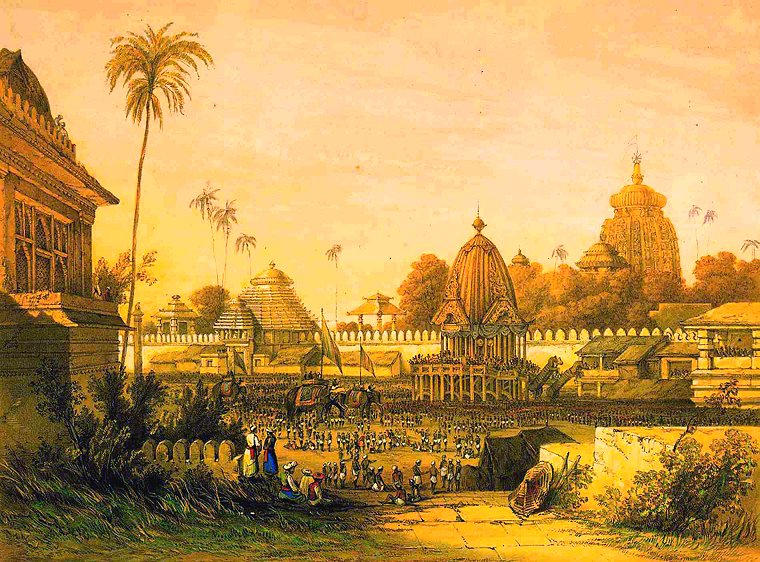
Festival del Rathaiatra en la villa de Puri (India). Pintado por James Fergusson.

El Ratha-iatra (en bengalí: রথযাত্রা, rathaiatra) es un enorme festival hinduista asociado a la adoración de Yáganat, conmemorado en la ciudad de Puri, en el estado de Orissa, en el este de la India, durante el mes de junio. Es el festival más importante de la ciudad e incluye la adoración a Yagannātha (una de las manifestaciones del dios Krisna) en los alrededores del templo, lo que constituye parte esencial del folclor del área. El festival celebra la visita de Yagannātha al templo de la reina Gundicha.

## El Festival
El festival incluye la aparición de tres carrozas sumamente decoradas parecidas a las estatuas del templo que son tiradas por las calles de Puri, conmemorando el viaje anual de Jagannath, su hermano Balarama y su hermana Subhadra al templo de su tía, en el templo Gundicha, situado a 3,2 km de distancia. Cada año se edifican nuevas carrozas. Solamente durante este día los devotos hinduistas permiten a los no hinduistas y extranjeros observar las deidades.
Durante el festival, los devotos de todo el mundo van a Puri con un sincero deseo de halar con cuerdas a las carrozas; las cuales miden 14 metros de altura, ayudando así a los sacerdotes, lo cual es considerado como un acto de piedad arriesgando sus vidas en medio de la multitud. La procesión que va con las carrozas entona cánticos acompañados de tambores, trompetas, etcétera. Líneas de niños se forman en las calles y se suman a la masa de gente.

## Descripción
El Ratha-iatra o Festival de las Carrozas del Señor Yáganat se celebra cada año en Puri, la ciudad templo, en el estado de Orissa, situado en la costa este de la India, en el segundo día (dwitiya) de luna creciente (shukla pakshya) de Ashadh Maas (tercer mes en el calendario lunar).

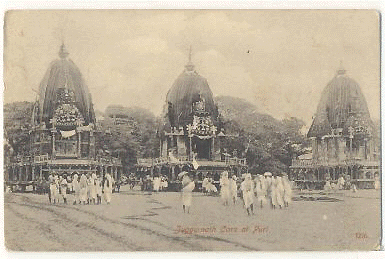
El Ratha-iatra en 1907.

Las deidades del templo principal el Señor Yagannātha, el Señor Balarama y la Diosa Subhadra con la rueda celestial de Sudarshana son sacados del interior del templo en elaboradas carrozas en procesión ritual sobre la avenida Bada Banda la gran avenida hacia el templo de Gundicha (esposa del rey Indradiumna) a 3,2 kilómetros al norte. 
En su transitrar hacia el templo de Gundicha, las deidades se cree que se detuvieron cerca del Templo de Mausima y ofrendaron Poda Pitha, el cual es una especie de panqueque que se supone es el favorito de Yagannātha. Luego de su estancia de siete días, las deidades retornan a su morada.

## Santidad y significado
El festival es conocido también como Gundicha Jatra, Navadina Jatra, Dasavatara Jatra y por muchos otros nombres. Para los creyentes y devotos la ocasión es adecuada para presentar a Vamana, una forma enana de Yagannātha, que es una manera de liberación de los ciclos de reencarnación, ya que significa el transitrar por la vida. El iatra es una parte fundamental del sistema de adoración hinduista.
El iatra en su ruta toma dos formas: una que involucra un corto circuito alrededor del templo y otra que se incluye un viaje largo del templo hacia algunos otros destinos. El Ratha iatra es único entre todos los iatras al ser el más grande de los festivales en donde las divinidades se manifiestan en el Kali Yuga (cuarta y última era hindú) para liberar a la humanidad de su sufrimiento. 
Una mirada del Señor Yagannātha en su carro es considerado como muy santa y venturosa, y tanto poetas como escrituras han glorificado repetidamente la santidad de este festival. Tal es la santidad del este acontecimiento que el simple hecho de tocar el carruaje o las cuerdas con el que es halado es considerado como un medio suficiente para otorgar resultados de obra piadosa o de penitencia por las edades. De hecho, hay una famosa canción Oriya que dice que en esta ocasión, el carro, las ruedas y la gran avenida se convierten en uno con el mismo Señor Yagannātha.
El concepto del carruaje es explicado en el Kathopanishada de la siguiente manera:
Atmaanam rathinam viddhi shareeram rathamevatu Buddhim tu saarathim viddhi manah pragrahameva cha. El cuerpo es la carroza y el alma es la deidad instalada en ella. La sabiduría actúa como el conductor para controlar la mente y los pensamientos.

## Las carrozas
Las carrozas son construidas cada año con la madera de árboles específicos como el dhausa y el phassi. Por lo general se trae del ex-estado principesco de Dasapalla por un equipo de especialistas carpinteros que tienen los derechos y privilegios para lo mismo. Los troncos son tradicionalmente llevados en balsas por el río Mahanadi. Estos se recogen cerca de Puri y luego se transportan por carretera.
Las tres carrozas están decoradas según el esquema único prescrito y seguido por siglos en el Bada Danda, la Gran Avenida. Cubiertas con marquesinas brillantes hechas de tiras de tela roja, combinadas con las de colores negro, amarillo y azul, las carrozas se alinean a través de la amplia avenida frente al majestuoso templo cercano a su entrada este, que también se conoce como el Simja Dwara o la Puerta del León.

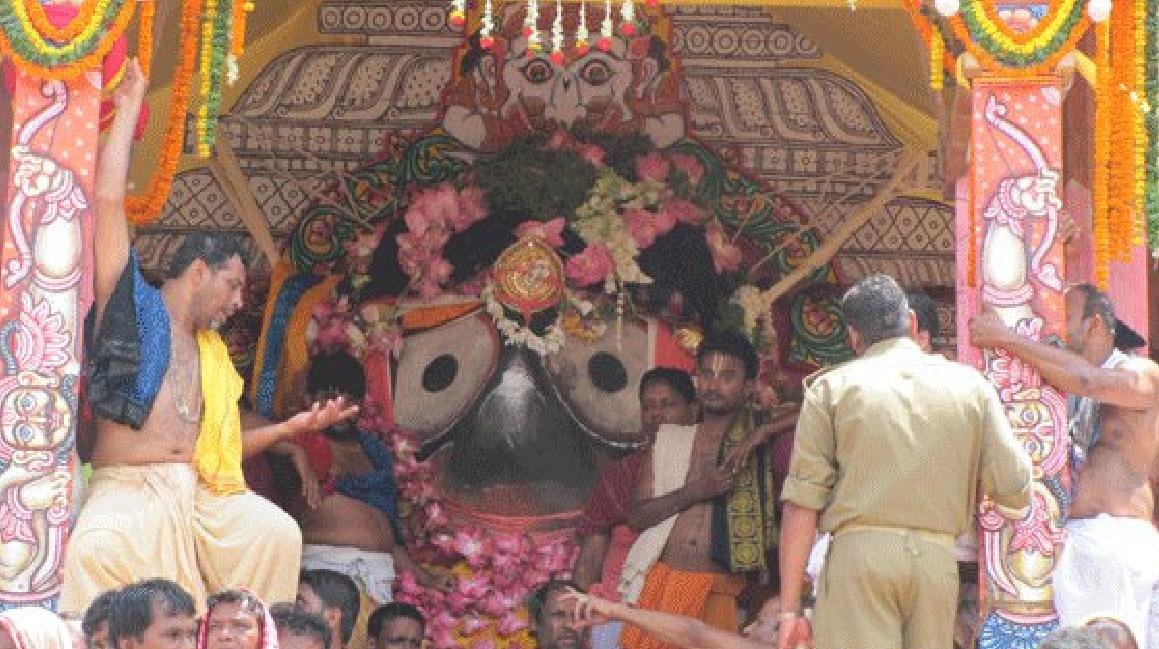
El Señor Yáganat sobre su carro Nandighosh.

El carro del Señor Yagannātha se llama Nandighosa. Mide catorce metros de altura, y catorce metros cuadrados en el plano de la rueda. Tiene 16 ruedas, cada una de un diámetro de dos metros, y está cubierta con una tela de color rojo y amarillo.
El carro del Señor Balarama, llamado Taladhwaja, es el que tiene una palmera en su bandera. Tiene catorce ruedas, cada una de un diámetro de dos metros y está cubierto con un paño rojo y azul. Su altura es de trece y medio metros.
El carro de Subhadra, conocido como Dwarpadalana, es de trece y medio metros de alto con doce ruedas, cada una de un diámetro de dos metros. Este carro se viste de gala con una cubierta de tela de color rojo y negro - el negro se asocia tradicionalmente con Shakti y la diosa madre.
Alrededor de cada uno de los carros están nueve devatas Parsvá (flanco), las imágenes pintadas de madera que representan a las diferentes deidades en los lados de los carros. Cada uno de los carros se une a cuatro caballos. Estas son de diferentes colores - los blancos de Balarama, los oscuros de Yagannātha, y los rojos para Subhadra. Cada carro tiene un cochero llamado Sarathi (‘cochero’). Los tres conductores de carros unidos a los carros de Yagannatha, Balarama y Subhadra, respectivamente, son Matali, Daruka y Áryuna.